# Teniga
Teniga is een bestuurslaag in het regentschap Noord-Lombok van de provincie West-Nusa Tenggara, Indonesië. Teniga telt 2141 inwoners (volkstelling 2010).